# Take Two Records
Take Two Records is een Amerikaans platenlabel, dat oude opnames uit de jaren 1905-1945 (vooral vanaf het midden van de jaren twintig tot in de jaren dertig) opnieuw uitbrengt. Het label werd in 1978 opgericht door Jim Bedoian en is gevestigd in Los Angeles. De muziek die het label opnieuw heeft uitgebracht betreft populaire muziek, dansmuziek, novelty-songs en jazz. Enkele namen: Harry Reser, Rudy Vallée, Johnny Marvin, Eddy Duchin, de Boswell Sisters, de Andrews Sisters, Ginny Simms, Earl Burtnett, Sophie Tucker, Gus Arnheim, Jimmie Grier, Russ Colombo, Annette Hanshaw, Gene Austin, Lee Morse, Ted Lewis, Cliff Edwards en Ray Noble.

## Referentie
- Website Take Two Records